# Expediciones españolas a las islas Salomón y Vanuatu
En el siglo XVI y a principios del siglo XVII fueron realizadas tres expediciones españolas en busca de la Terra Australis Incognita que partieron desde el puerto de El Callao en el Perú y que realizaron el descubrimiento del archipiélago de las islas Salomón y el archipiélago de las Vanuatu (antes conocido como Nuevas Hébridas), además de otros archipiélagos, sin poder lograr su colonización.

## Antecedentes
Los españoles del Perú conocieron de boca de los incas una leyenda que decía que hacia el oeste se encontraban unas islas llenas de oro. Inmediatamente compararon estas islas con la Tierra de Ofir donde se encontraban las minas de oro del rey Salomón. Otras historias relatadas por el indígena Chepo hablaba de las islas Coatu, Quen, Cabana, Uquenque y Camanique. El español Juan Montañez refería también una isla a la que arribó forzado cuando viajaba de Chile al Perú. Como el cargo de virrey del Perú estaba vacante, el presidente de la Real Audiencia de Lima, Lope García de Castro, ejercía las funciones de virrey del Perú y encargó la dirección de una expedición a su sobrino de 25 años Álvaro de Mendaña y Neyra en contra de las aspiraciones de Pedro Sarmiento de Gamboa que reivindicaba la iniciativa de la expedición.

## Primer viaje deÁlvaro de Mendaña y Neyra
La expedición partió de El Callao (puerto de Lima), el 20 de noviembre de 1567, compuesta por dos barcos: Los Reyes y Todos los Santos con una tripulación de 150 hombres. Pedro Ortega Valencia era el maestre de campo y capitán de la nave almiranta; Pedro Sarmiento de Gamboa iba al mando de la nao capitana y como cosmógrafo y Hernán Gallego era el piloto mayor.

Actividad española en las islas Salomón y Santa Cruz.

Después de atravesar lo que llamaron Golfo de la Concepción y Golfo de la Candelaria (mar entre el Perú y las Tuvalu), pasaron el 15 de enero de 1568 por delante de la poblada isla Jesús (isla Nui), en las islas Tuvalu y luego de avistar los Baxos de la Candalaria (Ontong Java) el 1 de febrero, llegaron sin escalas a la primera de las islas Salomón: la Isla de Santa Isabel el 7 de febrero de 1568 en donde una parte de la expedición exploró la isla y otra parte construyó un bergantín con el que Pedro Ortega y Hernán Gallego la circunnavegaron confirmando que era una isla.
Luego la expedición explora las islas cercanas: Isla de Ramos (Malaita), San Jorge (al sur de Santa Isabel), las islas Florecidas, Galera, Buenavista, San Dimas, y Guadalupe (grupo de islas Florida o Nggela Sule), Guadalcanal, Sesarga (Savo), islas San Nicolás, San Jerónimo y Arrecifes (grupo Nueva Georgia), San Marcos (Choiseul), San Cristóbal (Makira), Treguada (Ulawa), Tres Marías (Olu Malua), San Juan (Uki Ni Masi), San Urbán (Rennell), Santa Catalina y Santa Ana llegando el 25 de mayo de retorno a Santa Isabel. El 28 de mayo se establecieron en Guadalcanal con la idea de fundar allí un poblado, pero al mes deben abandonarla ante la hostilidad de sus habitantes y la falta de víveres, dirigiéndose a la isla de San Cristóbal. Durante los seis meses que permanecieron en las Salomón, no encontraron oro pero el nombre de islas Salomón perduró hasta hoy. El viaje de vuelta lo hicieron por la ruta utilizada por el Galeón de Manila hasta Acapulco (en México), pasando por los Baxos de San Bartolomé (atolón Maloelap, islas Marshall) y la isla de San Francisco (islas Wake), llegando a El Callao el 22 de julio de 1569.

## Segundo viaje deÁlvaro de Mendaña y Neyra
Durante veinticinco años Álvaro de Mendaña y Neyra intentó hacer un segundo viaje para colonizar las islas Salomón, aunque tenía la aprobación del rey se encontró con el rechazo de las autoridades coloniales del Perú descontentas con los resultados del primer viaje y con la de los enemigos de su tío, que había muerto. Fue el nuevo virrey, García Hurtado de Mendoza marqués de Cañete, quien patrocinó la nueva expedición gracias a la influencia de la esposa de Álvaro de Mendaña y Neyra, Isabel de Barreto. Se organizó como una expedición privada donde el virrey aportaba los efectivos militares, en tanto que Álvaro de Mendaña y Neyra que iba como Adelantado de las Salomón, convencía a mercaderes y colonos para participar en la aventura. El objetivo era establecer una colonia en las islas Salomón impidiendo que los corsario ingleses encontraran un refugio en el Pacífico desde donde pudieran atacar las islas Filipinas o la costa americana.
Se embarcaron unas 400 personas entre las que se encontraban pasajeros con sus mujeres y esclavos dispuestos a fundar una colonia. Acompañaban al general su mujer Isabel de Barreto y tres cuñados. El piloto mayor de la expedición, y capitán de la nave capitana, era el portugués Pedro Fernández de Quirós o Fernandes de Queirós (en esos años el reino de Portugal formaba parte de la Monarquía Hispánica). Los cuatro barcos eran:
- San Gerónimo, nave capitana, galeón de 200 a 300 toneladas, cuyo capitán y piloto mayor era Pedro Fernández de Quirós.
- Santa Ysabel, nave almirante, galeón de 200 a 300 toneladas, cuyo capitán era Lope de Vega. Desapareció el 7 de septiembre de 1595.
- San Felipe, galeota de 30 a 40 toneladas. Propietario y capitán: Felipe Curzo. Desapareció el 10 de diciembre de 1595.
- Santa Catalina, fragata de 30 a 40 toneladas. Propietario y capitán: Alonso de Leyra. Desapareció el 19 de diciembre de 1595.

La segunda expedición partió también del puerto de El Callao el 9 de abril de 1595 y después de hacer escala en Paita se hizo a la mar el 16 de junio, descubriendo las islas Marquesas de Mendoza (islas Marquesas) el 21 de julio, que bautizó en honor al virrey, el marqués de Cañete. Exploraron las islas del sur del archipiélago: Magdalena (Fatu Hiva), Dominica (Hiva Oa), Santa Cristina (Tahuata), San Pedro (Moho Tani) y continuaron viaje el 5 de agosto. De nuevo de camino hacia el oeste pasaron por delante de la isla San Bernardo (Pukapuka, islas Cook) el 20 de agosto y La Solitaria (Niulakita, Tuvalu), el 29 de agosto. Hasta que llegaron a las islas de Santa Cruz, archipiélago del sur de las islas Salomón. Al pasar junto a Tinakula, un volcán que se encontraba en actividad, desapareció la Santa Ysabel el 7 de septiembre. Luego avistaron La Huerta (Tomotu Noi), Recifes (grupo de las islas Swallow) el 8 de septiembre. Llegaron a la isla de Santa Cruz (hoy Ndende o Nendo en las islas de Santa Cruz) el 8 de septiembre. 
Fundaron una colonia en la isla Santa Cruz pero, enfermo de malaria, Álvaro de Mendaña y Neyra perdió el control de la situación. Los soldados cometieron crímenes y excesos con los indígenas y se produjo un intento de rebelión. El 18 de octubre de 1595 muere Álvaro de Mendaña y Neyra y se hace cargo de la expedición su esposa Isabel de Barreto. Al deteriorarse la situación decidieron abandonar la colonia y poner rumbo a las Filipinas el 18 de noviembre. Por el camino se perdieron la San Felipe (10 de diciembre) y la Santa Catalina (19 de diciembre). La San Gerónimo, guiada por Pedro Fernández de Quirós, pasó por Guam el 1 de enero de 1596 y arribó al puerto de Cavite en Manila el 11 de febrero de 1596. Luego de ser reparada continuó hacia Acapulco, a donde llegó el 11 de diciembre de 1596.

## Viaje de Pedro Fernández de Quirós
Quirós, quien había conducido hasta Acapulco el retorno de la nave sobreviviente de la última expedición de Álvaro de Mendaña y Neyra, se dirigió al Perú llegando a Paita el 3 de mayo de 1597. Luego, por consejo del virrey viajó a Europa, en abril de 1598, llegando a Sevilla en febrero de 1600 y luego visitó en Roma al papa Clemente VIII, de quien obtuvo apoyo para continuar explorando el Pacífico. Regresó al Perú en marzo de 1605 con la intención de encontrar y conquistar la Terra Australis Incognita. Armó una expedición de tres naves: la capitana llamada Santos Pedro y Pablo, la almiranta llamada San Pedro y la más pequeña llamada Los Tres Reyes Magos, que partieron de El Callao el 21 de diciembre de 1605, con 300 marineros y soldados.
El 26 de enero de 1606 encontraron una isla que llamaron Luna Puesta (tal vez sea Ducie en Pitcairn o una de las islas Tuamotu), llamada también La Anegada o La Encarnación por otros miembros de la expedición y luego otras islas del archipiélago: el 29 de enero, San Juan Bautista (posiblemente Henderson en Pitcairn), una isla despoblada donde recogieron piñas que también llamaron Sin Puerto, San Valerio  y Sin Provecho. Luego hallaron San Telmo el 4 de febrero (San Blas o Corral de Agua), tal vez sea Marutea Sur. El 5 de febrero alcanzaron Las Cuatro Coronadas (Islas Anegadizas, Cuatro Hermanas o Las Anegadas), tal vez el grupo de Acteón y luego San Miguel Arcángel (Vairaatea) el 9 de febrero, sin desembarcar al no encontrar fondeaderos. El 10 de febrero hallaron la primera isla poblada del archipiélago La Conversión de San Pablo (Hao) en la cual desembarcaron e hicieron contacto con sus habitantes y el 12 de febrero ven otra que no visitan pero que bautizan: Decena por ser la décima isla hallada (Tauere o tal vez Faaite) y al día siguiente La Sagitaria (tal vez Rekareka) en donde desembarcaron y tomaron contacto con sus habitantes. Al día siguiente descubrieron La Fugitiva (tal vez Uturoa del archipiélago de la Sociedad o Raroia). 
El 21 de febrero de 1606, diez años después del segundo viaje de Álvaro de Mendaña y Neyra, Quirós consiguió reencontrar la isla de San Bernardo o La del Pescado (Carolina) en las Esporadas Ecuatoriales o tal vez Manihiki (norte de las islas Cook), pero estaba despoblada y sin agua, por lo que continúan viaje hacia la isla de Santa Cruz. Alcanzaron luego el 1 de marzo una isla habitada que denominaron isla de Monterrey, La Peregrina o isla de Gente Hermosa (tal vez Pukapuka en el grupo de las Danger, Swains en Tokelau o Rakahanga al Norte de las Cook y al este de las Danger) en donde desembarcaron y chocaron con sus habitantes y el 25 de marzo de 1606 la tripulación de la capitana se inquieta, por lo que Quirós destituye al piloto mayor y pone en su lugar a Pedro de Leza. Continúan el viaje y llegan el 7 de abril a otra isla poblada Nuestra Señora del Socorro (Taumaco en el archipiélago de las Duff) en donde denominó Venecia a un poblado indígena y tomó contacto con sus habitantes. El 18 de abril Quirós ordenó zarpar hacia el sudeste alcanzando el 21 de abril la isla Tucopia (Tikopia) en las Salomón en donde desembarcó se contactó con sus habitantes y luego llegaron al archipiélago de las Nuevas Hébridas divisando el 25 de abril: San Marcos (Mere Lava), Vergel (Merig), Margaritana y Sierra Clementina (islas Maewo). El 27 de abril pasaron por Virgen María (Gaua), Los Portales de Belén (Vanua Lava), Las Lágrimas de San Pedro (islas Saddle) y Mota (Mota Lava).
El 30 de abril llegaron a la isla de Espíritu Santo en donde Quirós tomó posesión de todas las tierras del Sur hasta el Polo.

Séanme testigos los cielos, tierra, las aguas con todas sus criaturas, y las que presentes estáis testigos, de como Yo, el capitán Pedro Fernández de Quirós, en estas partes que hasta agora han sido incógnitas, en nombre de Jesucristo, hijo del Eterno Padre y de la Virgen Santa María, Dios y hombre verdadero, enarbolo esta señal de la Santa Cruz en que su persona fue crucificada y a donde dio la vida por el rescate y remedio de todo el género humano, siendo presentes por testigos todos los oficiales de mar y guerra: fecha día de Pascua del Espíritu Santo, a 14 de mayo de 1606. En estas partes del Sur hasta agora incógnitas a donde estoy, he venido con la aprobada licencia del Sumo Pontífice Clemente Octavo, y por mandado del Rey nuestro Señor Don Felipe III, Rey de las Españas..., despachado por el Consejo de Estado. Yo, Pedro Fernández de Quirós, en nombre de la Santísima Trinidad tomo posesión de todas las islas y tierras que nuevamente he descubierto, y descubriré hasta su polo. Tomo posesión de toda esta parte del Sur hasta su polo en nombre de Jesús... Tomo posesión de todas las partes del Sur hasta su polo en nombre de Juan de Dios, y de todos los hermanos profesos de su orden... Que desde agora se ha de llamar la Austrialia del Espíritu Santo, con todos sus anexos y pertenecientes, y esto para siempre jamás en nombre del Rey Don Felipe III cuyo es el gasto, y costa de esta armada con que vine a descubrir las dichas tierras.

Australia del Espíritu Santo.

Quirós desembarcó en esa isla que creyó era parte del continente austral y la llamó la Austrialia del Espíritu Santo (mezclando las palabras Austral y Austria, dinastía reinante en España y Portugal). La isla todavía se llama Espíritu Santo. Allí fundó una colonia que llamó Nueva Jerusalén a orillas de un río que denominó Jordán. Pero la colonia fue pronto abandonada debido a la hostilidad de los habitantes de la isla y a los desacuerdos entre los componentes de la expedición. Váez de Torres descubrió luego que se trataba de una isla y no de un continente y la denominó isla Cardona.
Algunas semanas después Quirós se hizo a la mar otra vez. El mal tiempo lo separó de las otras naves y no conseguía (o eso dijo él más adelante) volver a la orilla. Entonces puso rumbo a Acapulco en México, a donde llegó en noviembre de 1606. Su segundo en el mando, Luis Váez de Torres, después de buscar inútilmente a Quirós y esperarlo 15 días, se dirigió de nuevo a Espíritu Santo descubriendo que era una isla y siguió buscando la Terra Australis, hasta que abandonó la búsqueda y se dirigió a Manila, pasando por el mar del Coral, el estrecho de Torres que separa Australia (no se sabe si la divisó) y Nueva Guinea y luego el mar de las Molucas.